# Caducifer
Genre
Caducifer est un genre de mollusques gastéropodes appartenant à la famille des Prodotiidae  (ou des Pisaniidae ou des Buccinidae sous-famille des Pisaniinae selon les classifications).

## Liste des espèces
Selon World Register of Marine Species (3 novembre 2018) :
- Caducifer camelopardalus Watters, 2009
- Caducifer concinnus (Reeve, 1844)
- Caducifer decapitatus (Reeve, 1844)
- Caducifer englerti (Hertlein, 1960)
- Caducifer truncatus (Hinds, 1844)